# Mark Radoja
Mark Radoja (* 1985 in Ariss, Ontario) ist ein professioneller kanadischer Pokerspieler. Er ist dreifacher Braceletgewinner der World Series of Poker.

## Pokerkarriere

### Werdegang
Radoja spielt auf der Onlinepoker-Plattform PokerStars unter dem Nickname AceSpades11.
Seine erste Geldplatzierung bei einem Live-Turnier erzielte Radoja Mitte September 2006 im Hotel Bellagio am Las Vegas Strip. Im Juni 2007 war er erstmals bei der World Series of Poker (WSOP) im Rio All-Suite Hotel and Casino am Las Vegas Strip erfolgreich und kam bei zwei Turnieren der Variante Texas Hold’em in die Geldränge. Bei der WSOP 2008 belegte er im Main Event den 283. Platz und erhielt rund 35.000 US-Dollar. Mitte Juni 2010 erreichte er seinen ersten WSOP-Finaltisch und beendete diesen auf dem mit mehr als 260.000 US-Dollar dotierten dritten Rang. Bei der WSOP 2011 setzte sich Radoja bei einem Shootout-Event durch und sicherte sich ein Bracelet sowie eine Siegprämie von über 435.000 US-Dollar. Im Jahr darauf wurde er bei einem Event der WSOP 2012 Zweiter und erhielt rund 280.000 US-Dollar. Im Juni 2013 gewann Radoja die Heads-Up Championship der World Series of Poker 2012, wofür er sein zweites Bracelet und mehr als 335.000 US-Dollar erhielt. Mitte Oktober 2013 erzielte er bei der European Poker Tour (EPT) in London einen Turniersieg und sicherte sich aufgrund zwei weiterer Geldplatzierungen Preisgelder von umgerechnet über 125.000 US-Dollar. Im Februar 2016 belegte Radoja beim EPT High Roller in Dublin den dritten Platz und erhielt aufgrund eines Deals mit drei anderen Spielern knapp 150.000 Euro. Mitte Januar 2017 wurde er beim High Roller des PokerStars Caribbean Adventures auf den Bahamas Achter für mehr als 110.000 US-Dollar. Im Dezember 2017 beendete er ein Turnier der CardPlayer Poker Tour im Venetian Resort Hotel am Las Vegas Strip als Zweiter, wofür Radoja rund 115.000 US-Dollar erhielt. Bei der WSOP 2019 belegte er beim Crazy Eights ebenfalls den zweiten Platz und sicherte sich sein bisher höchstes Preisgeld von knapp 550.000 US-Dollar. Auf der Online-Plattform GGPoker, bei der der Kanadier seinen echten Namen nutzt, gewann er im September 2022 das Fifty Stack Bounty der World Series of Poker Online und wurde mit seinem dritten Bracelet und insgesamt knapp 120.000 US-Dollar prämiert.
Insgesamt hat sich Radoja mit Poker bei Live-Turnieren mehr als 3,5 Millionen US-Dollar erspielt.

### Braceletübersicht
Radoja kam bei der WSOP 101-mal ins Geld und gewann drei Bracelets:
| Jahr   | Buy-in (in $) | Turnier                                           | Teilnehmer | Preisgeld (in $) |
| ------ | ------------- | ------------------------------------------------- | ---------- | ---------------- |
| 2011 O | 05.000        | No-Limit Hold’em Shootout                         | 0387       | 436.568          |
| 2013 O | 10.000        | Heads Up No-Limit Hold’em                         | 0162       | 336.190          |
| 2022 O | 01.500        | GGPoker.com – Fifty Stack Bounty No-Limit Hold’em | 1597       | 095.460          |